# Clifton Gardens (New York)
Clifton Gardens est une census-designated place du comté de Saratoga, dans l'État de New York, aux États-Unis. En 2020, elle compte une population de 2 729 habitants.